# Achenseebahn
| Bahnhof Seespitz am Achensee (1977) |                                 |                                                    |                            |
| |                                 |                                                    |                            |
| Kursbuchstrecke (DB): | 499e (1944)                     |                                                    |                            |
| Kursbuchstrecke (ÖBB): | 311                             |                                                    |                            |
| Streckenlänge: | 6,80 km                         |                                                    |                            |
| Spurweite: | 1000 mm (Meterspur)             |                                                    |                            |
| Maximale Neigung: | Adhäsion 25 ‰ Zahnstange 160 ‰  |                                                    |                            |
| Minimaler Radius: | Adhäsion 100 m Zahnstange 120 m |                                                    |                            |
| Zahnstangensystem: | Riggenbach                      |                                                    |                            |
| |                                 |                                                    |                            |
| \| \| 0,000 \| Jenbach (Übergang von Unterinn- und Zillertalbahn) \| 530 m ü. A. \| \| \| \| \| \| \| \| 0,176 \| Beginn Zahnstange \| Beginn Zahnstange \| \| \| \| Rotholzerweg \| \| \| \| \| Jochlgasse \| \| \| \| \| Schalserstraße \| \| \| \| \| Burgeck \| \| \| \| 1,395 \| Burgeck \| 624 m ü. A. \| \| \| \| Köglfeld \| \| \| \| 2,200 \| Fischl (geplant) \| Fischl (geplant) \| \| \| \| Ebener Straße \| \| \| \| 3,635 \| Ende Zahnstange \| Ende Zahnstange \| \| \| 3,665 \| Eben in Tirol \| 970 m ü. A. \| \| \| \| Ebener Straße \| \| \| \| 4,768 \| Kasbach \| Kasbach \| \| \| \| Premberglweg \| \| \| \| 4,823 \| Maurach \| 956 m ü. A. \| \| \| \| Kasbachstraße \| \| \| \| \| Mühltalweg \| \| \| \| \| Neutrassierung 2002, 460 m \| \| \| \| 5,300 \| Maurach-Mitte (seit 2012) \| 959 m ü. A. \| \| \| \| \| \| \| \| \| Lärchenwiesenstraße \| \| \| \| \| Pertisauer Straße \| \| \| \| 6,300 \| Achensee (Seespitz) (bis 1966) \| 933 m ü. A. \| \| \| 6,763 \| Achensee Schiffstation (seit 1916) \| 931 m ü. A. \| \| \| \| \| \| \| Quellen: [1][2][3] \| \| \| \| |                                 |                                                    |                            |
| Kopfbahnhof Streckenanfang | 0,000                           | Jenbach (Übergang von Unterinn- und Zillertalbahn) | 530 m ü. A.                |
| |                                 |                                                    |                            |
| | 0,176                           | Beginn Zahnstange                                  | Beginn Zahnstange          |
| Bahnübergang |                                 | Rotholzerweg                                       | Rotholzerweg               |
| Bahnübergang |                                 | Jochlgasse                                         | Jochlgasse                 |
| Bahnübergang |                                 | Schalserstraße                                     | Schalserstraße             |
| Bahnübergang |                                 | Burgeck                                            | Burgeck                    |
| Haltepunkt / Haltestelle | 1,395                           | Burgeck                                            | 624 m ü. A.                |
| Bahnübergang |                                 | Köglfeld                                           | Köglfeld                   |
| ehemaliger Bahnhof | 2,200                           | Fischl (geplant)                                   | Fischl (geplant)           |
| Bahnübergang |                                 | Ebener Straße                                      | Ebener Straße              |
| | 3,635                           | Ende Zahnstange                                    | Ende Zahnstange            |
| Bahnhof | 3,665                           | Eben in Tirol                                      | 970 m ü. A.                |
| Bahnübergang |                                 | Ebener Straße                                      | Ebener Straße              |
| Brücke über Wasserlauf | 4,768                           | Kasbach                                            | Kasbach                    |
| Bahnübergang |                                 | Premberglweg                                       | Premberglweg               |
| Haltepunkt / Haltestelle | 4,823                           | Maurach                                            | 956 m ü. A.                |
| Bahnübergang |                                 | Kasbachstraße                                      | Kasbachstraße              |
| Bahnübergang |                                 | Mühltalweg                                         | Mühltalweg                 |
| Verschwenkung von links (Strecke außer Betrieb) · Verschwenkung von rechts |                                 | Neutrassierung 2002, 460 m                         | Neutrassierung 2002, 460 m |
| Strecke (außer Betrieb) · Haltepunkt / Haltestelle | 5,300                           | Maurach-Mitte (seit 2012)                          | 959 m ü. A.                |
| Verschwenkung nach links (Strecke außer Betrieb) · Verschwenkung nach rechts |                                 |                                                    |                            |
| Bahnübergang |                                 | Lärchenwiesenstraße                                | Lärchenwiesenstraße        |
| Bahnübergang |                                 | Pertisauer Straße                                  | Pertisauer Straße          |
| ehemaliger Bahnhof | 6,300                           | Achensee (Seespitz) (bis 1966)                     | 933 m ü. A.                |
| Kopfbahnhof Streckenende | 6,763                           | Achensee Schiffstation (seit 1916)                 | 931 m ü. A.                |
| |                                 |                                                    |                            |
| Quellen: |                                 |                                                    |                            |

Koordinaten: 47° 23′ 20,4″ N, 11° 46′ 45,6″ O
Die Achenseebahn (ⓘ) ist eine meterspurige Zahnradbahn im Bundesland Tirol der Republik Österreich. Die 1889 eröffnete Schmalspurstrecke mit gemischtem Betrieb (Adhäsion und Zahnstange) dient überwiegend touristischen Zwecken. Sie führt von Jenbach im Unterinntal nach Norden zum Seespitz am Achensee. Durch die Ausläufer des Karwendelgebirges und des Rofangebirges überwindet sie auf einer Länge von 6,8 Kilometer eine Höhendifferenz von 440 Meter. Die Strecke ist nicht elektrifiziert und wird fahrplanmäßig ausschließlich mit Dampflokomotiven befahren.

## Geschichte
1886 beantragte Konsul Theodor Friedrich Freiherr von Dreifuss aus Grüneck beim Dorf Kreuth in Oberbayern die Konzession für eine Eisenbahnverbindung als Zahnradbahn von Jenbach zum Achensee. Das Kloster Fiecht im Inntal, das den Achensee besaß und darauf die Dampfschifffahrt betrieb, befürwortete den Antrag mit der Auflage, den Endbahnhof nicht direkt am Seeanleger zu bauen. Trotz Bedenken der Seeanrainer gegenüber dieser damals neumodischen Zahnradbahn erteilte Kaiser Franz Joseph I. am 1. August 1888 die Konzession zum Bau und Betrieb einer schmalspurigen Lokomotiv-Eisenbahn mit gemischtem Adhäsion- und Zahnschienen-Betrieb auf neunzig Jahre. Die zum Teil in Gold von Hand geschriebene Urkunde mit kaiserlichem Siegel ist noch unversehrt im Besitz der Achenseebahn.
Anfangs gab es noch Projekte zur Verlängerung der Strecke, um eine direkte Verbindung zur Tegernseebahn herzustellen. Die Trasse sollte alternativ am Ostufer des Achensees verlaufen oder als Trajekt zwischen Buchau und Scholastika erfolgen. Eine Realisierung erfolgte aber nicht, da auf bayerischer Seite kein Interesse bestand.

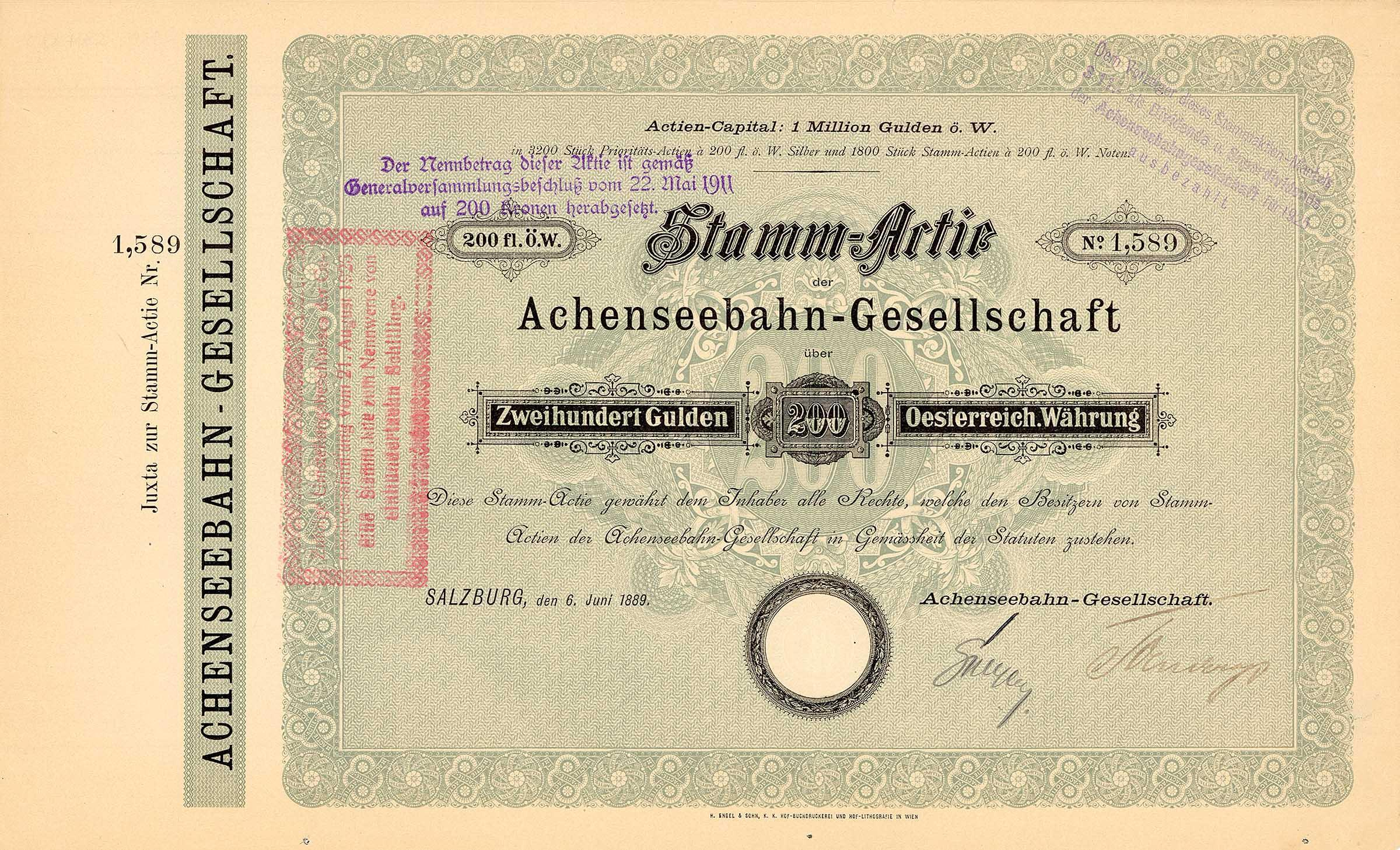
Gründeraktie der Achenseebahn-Gesellschaft vom 6. Juni 1889

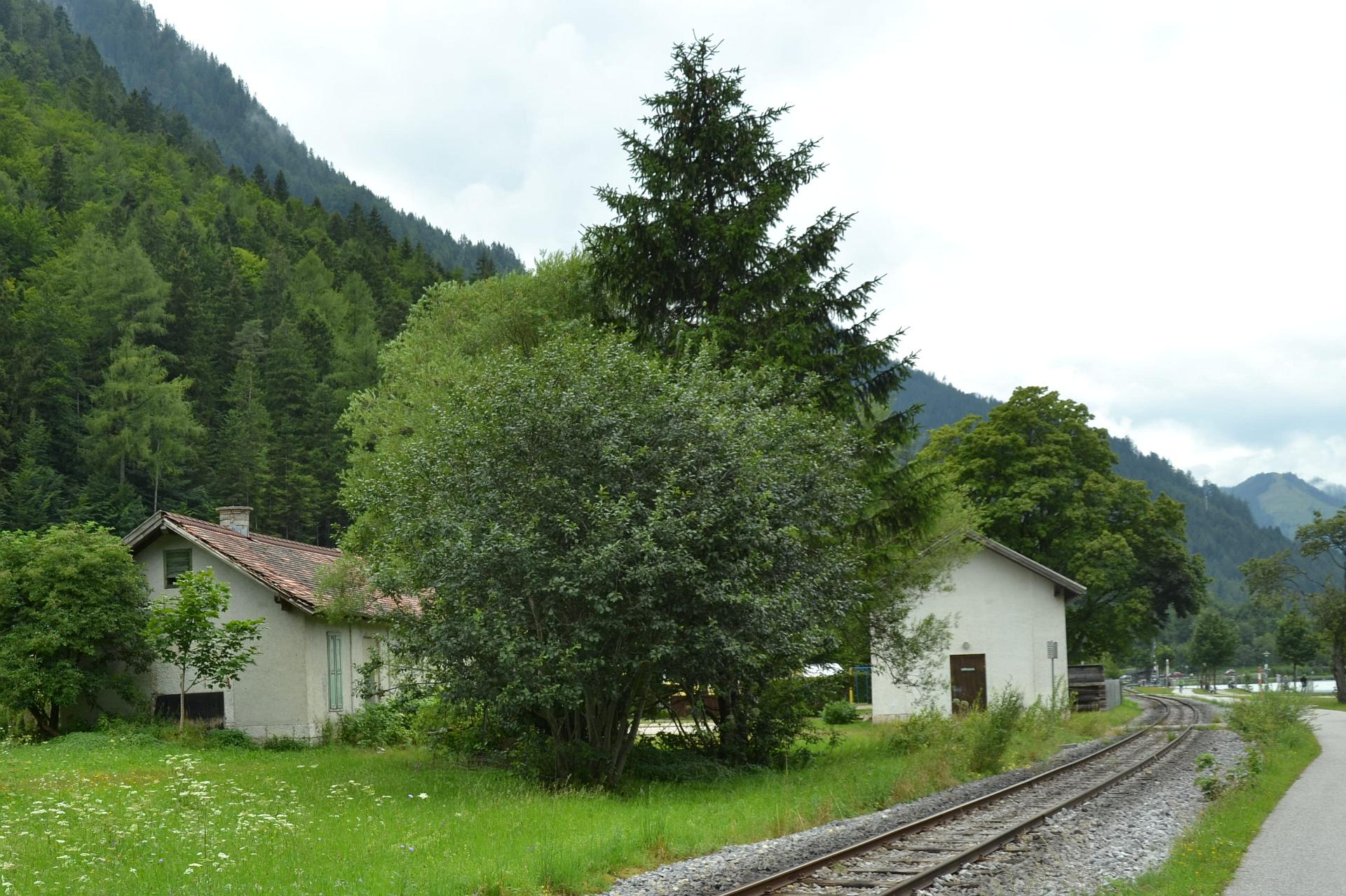
Gebäude des ehemaligen Bahnhofs am Seespitz (2015)

Nach nur acht Monaten Bauzeit fand am 8. Juni 1889 die feierliche Eröffnung der Localbahn statt. Die Verbindung am Seespitz zwischen den Bahnhofsgebäuden der Achenseebahn, die bis 2014 noch vollständig erhalten waren (dann wurde das Bahnhofsgebäude abgerissen), und der Schiffsanlegestation erfolgte durch eine Schleppbahn mit 600 Millimeter Spurweite. Auf dieser musste gemäß Auflage des Klosters das Gepäck der Fahrgäste mit Muskelkraft befördert werden.
Die österreichische Militärverwaltung ließ 1916 die Schleppbahn auf 1000 Millimeter umspuren, wobei die Lokomotiven diesen Streckenabschnitt nicht befahren durften. Die Achenseebahn konnte das Gleis schließlich erwerben und ab dem 23. Juli 1929 mit ihren Zügen befahren. Die Strecke verlängerte sich damit auf 6,76 Kilometer. An der neuen Endstation Seespitz/Achensee existieren seitdem ein neues Stationsgebäude und ein neuer Dampfersteg. Nach Umbau von 1971 zur Anpassung an aktuelle Bedürfnisse besteht diese Anlage bis heute. Im Jahr 2012 wurde der Haltepunkt Maurach-Mitte in Betrieb genommen.

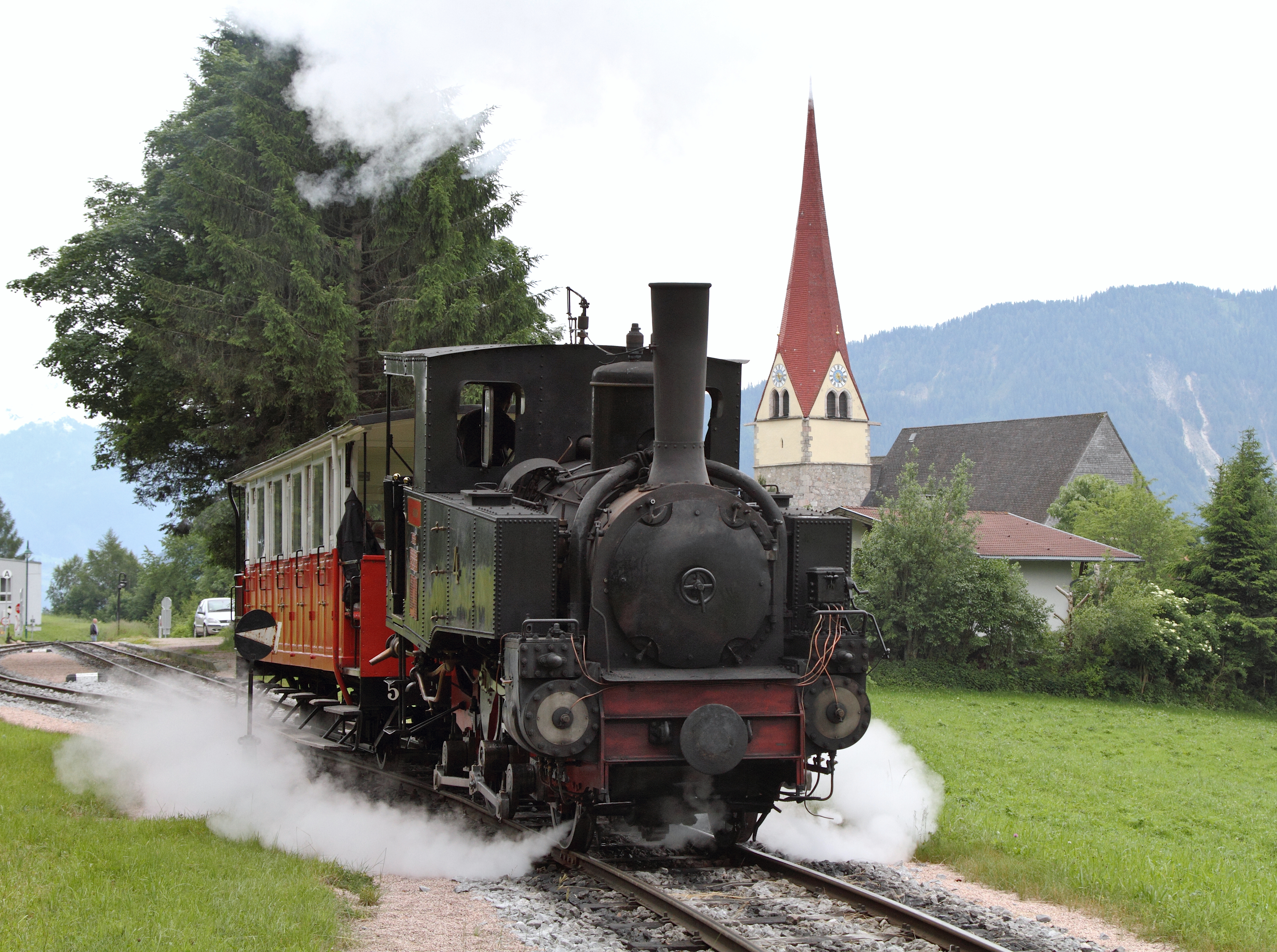
Lok 4 zieht ihren Zug auf der Flachstrecke bei Eben (2010)

Die Achenseebahn wurde aus dem Privatbahn-Finanzierungsgesetz des Bundes gestrichen, weil sie nur einen Saisonbetrieb hatte, damit entfiel eine wichtige Finanzierungsquelle. Die Reaktion war, einen Ganzjahresbetrieb aufzuziehen, dafür wurden 2018 fünf Triebwagen von den Appenzeller Bahnen (SGA BDeh 4/4) gekauft.
Seit Herbst 2018 war der Weiterbestand der Achenseebahn AG auf Grund desolater Strecke, desolater Fahrzeuge und finanzieller Probleme gefährdet, jedoch konnte in der Saison 2019 noch gefahren werden.
Im Januar 2019 beantragte die Tiroler Landesregierung beim Landtag die Gewährung eines Zuschusses von 1,2 Mio. Euro an die Gemeinden Eben, Jenbach und Achenkirch, um im Wege einer Kapitalerhöhung den Kommunen wieder mehr als die Hälfte des Eigentums zu verschaffen; das Geld wurde für die dringendsten Maßnahmen verwendet, ohne die der Fahrbetrieb in der Saison 2019 nicht hätte durchgeführt werden könnte.
Am 25. März 2020 musste die Achenseebahn AG wegen Zahlungsunfähigkeit beim Landesgericht Innsbruck Insolvenz anmelden, nachdem das Land Tirol eine weitere finanzielle Unterstützung verweigert hatte. Aufgrund der Insolvenz war der Weiterbetrieb unsicher, auch wenn sich die Anrainergemeinden für den Fortbestand weiter einsetzen wollen. Das Land erklärte sich bereit, die Bahn zu retten, ein Betrieb sei aber erst 2021 wieder denkbar.
Seit 2022 ist die Achenseebahn in den Denkmallisten des Österreichischen Bundesdenkmalamts enthalten. Ende Mai 2020 wurden auch Überlegungen angestellt, die Achenseebahn als UNESCO-Welterbe zu nominieren.
Ab 2022 führt die am 2. März 2021 als Nachfolgegesellschaft gegründete Achenseebahn Infrastruktur- und Betriebs-GmbH den Betrieb. Im Mai 2021 wurde die Konzession der neuen Betriebsgesellschaft erteilt. Geschäftsführung und Betriebsleitung werden von der Zillertalbahn übernommen. Im Bahnhof Eben wurde ein Mittelbahnsteig sowie ein Stutzgleis zur Abstellung von Schienenfahrzeugen gebaut. Die Haltestelle Maurach und die Bahnübergänge der Flachstrecke wurden erneuert. Der planmäßige Verkehr wurde am 29. April 2022 wieder aufgenommen.

### Eigentumsverhältnisse
Eigentümer und Betreiber war die Achenseebahn AG, deren Kapital sich zu 30,2 Prozent in den Händen der Anliegergemeinden befand.
1950 hielten die Tiroler Wasserkraftwerke AG (TIWAG) die Mehrheit der Aktien. 1979 übernahmen die umliegenden Gemeinden diese. Nun wurde die Flachstrecke mit Hilfe von Bund und Land saniert. Die Gemeinden Eben, Jenbach und Achenkirch waren seit 1991 Hauptaktionäre. 2009 wurde das Aktienkapital der AG erhöht, seitdem verfügten die drei Gemeinden statt über 70 Prozent nur noch über 30,2 Prozent des Aktienkapitals.
An der 2021 gegründeten Achenseebahn Infrastruktur- und Betriebs-GmbH sind das Land Tirol mit 60 Prozent, die Zillertaler Verkehrsbetriebe mit 20 Prozent sowie die Gemeinden Eben am Achensee, Jenbach und Achenkirch gemeinsam ebenfalls mit 20 Prozent beteiligt.

### Ausbaupläne: Verlängerung und Nahverkehr (2014)
Der örtliche ÖPNV wird weitestgehend mit Autobussen bedient. Es bestanden allerdings ab 2014 Überlegungen, das zu ändern. Im Zuge einer anstehenden Streckensanierung sollte auch die Möglichkeit eines Ausbaus zu einer modernen elektrischen Regionalbahn und eine Verlängerung bis Pertisau berücksichtigt werden.

## Streckenbeschreibung

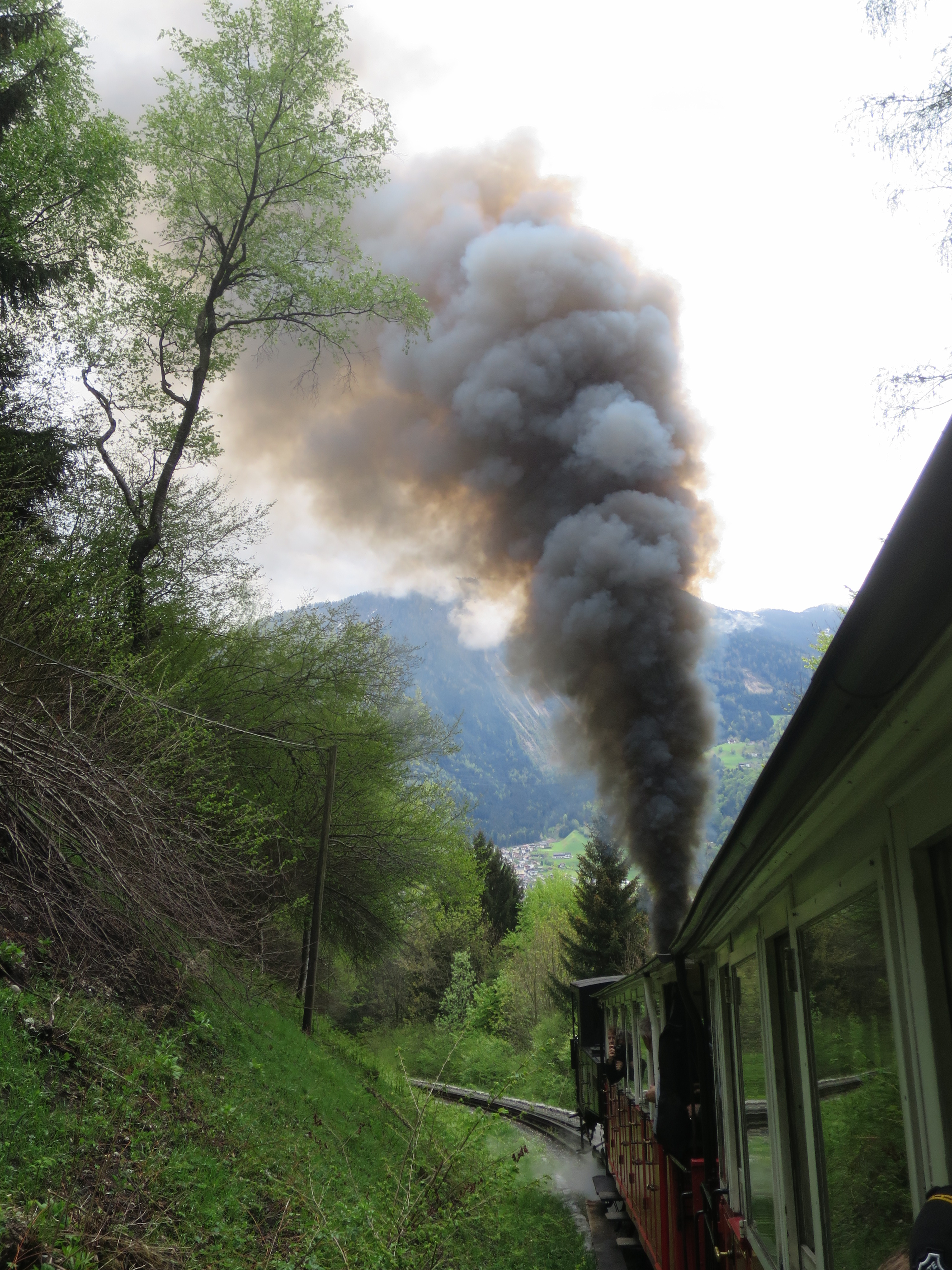
Bergfahrt (2015)

### Bahnhof Jenbach

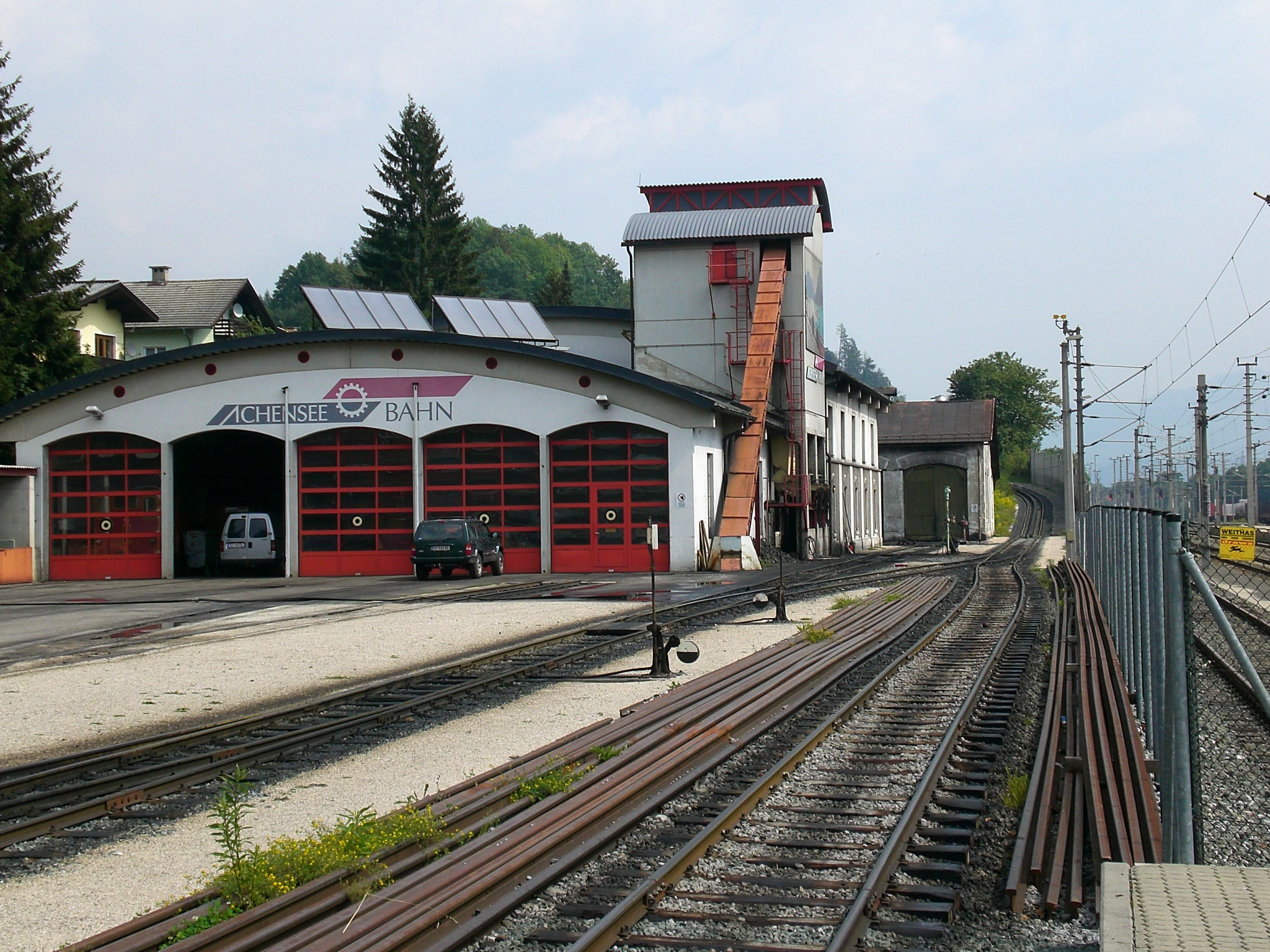
Beginn des Zahnstangenabschnitts bei der Remise im Bahnhof Jenbach (2007)

Die knapp sieben Kilometer lange Strecke beginnt im Bahnhof Jenbach, dem einzigen österreichischen Bahnhof mit drei unterschiedlichen Spurweiten. Hier treffen die normalspurige ÖBB, die 760-mm-Schmalspur der Zillertalbahn und die Meterspur der Achenseebahn aufeinander.

### Zahnradstrecke Jenbach–Eben

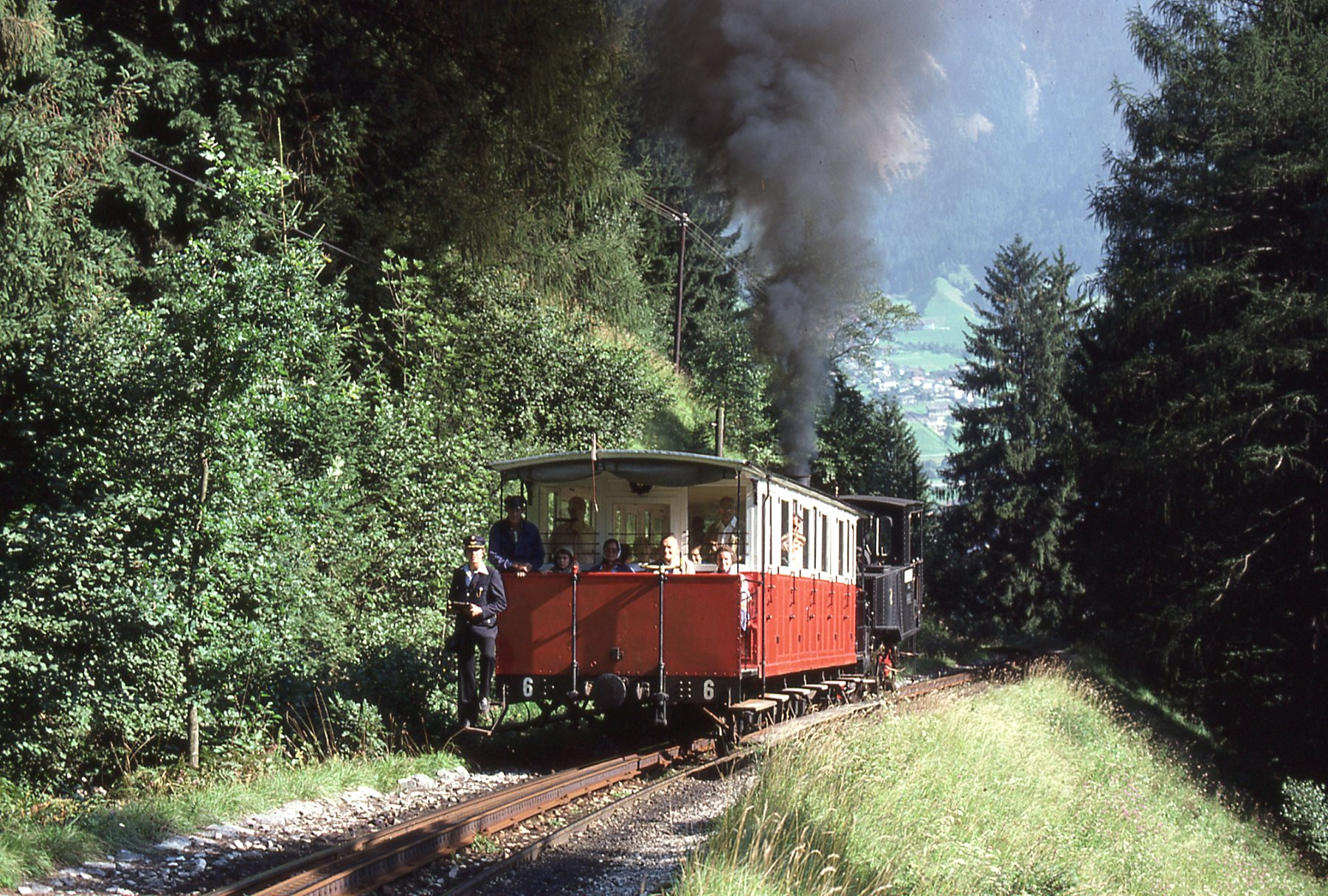
Zug auf Bergfahrt (1977)

Die Steilstrecke von Jenbach hinauf nach Eben ist mit einer Leiterzahnstange nach dem System Riggenbach ausgestattet, da hier eine maximale Steigung von 160 Promille überwunden werden muss. Auf der Steilstrecke muss die Lokomotive immer auf der Talseite des Zuges eingereiht sein, die Züge von Jenbach zum Achensee werden deshalb bis Eben geschoben.

### Flachstrecke Eben–Seespitz/Achensee

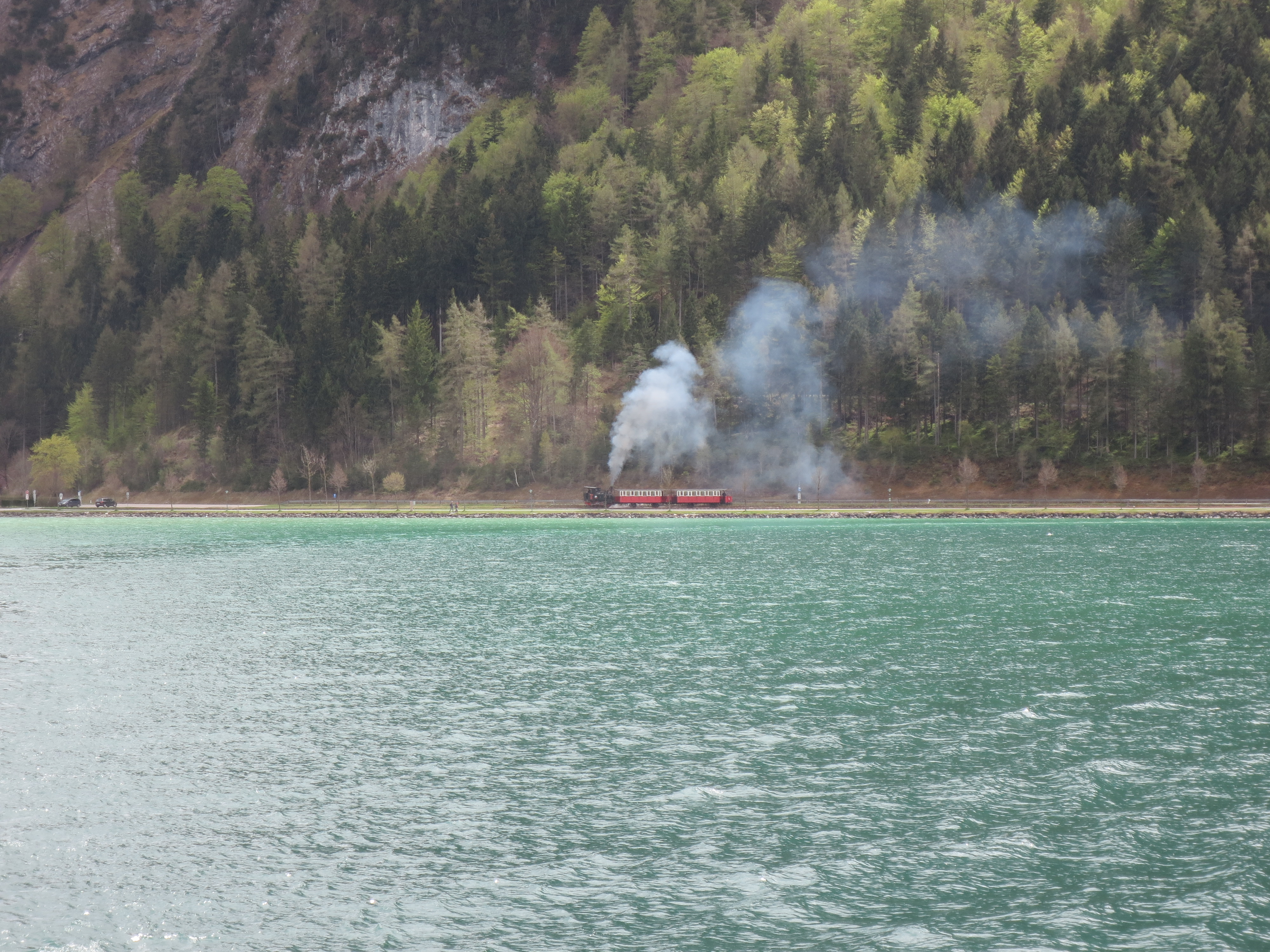
Zug am Ufer des Achensees (2015)

In Eben umfährt die Lok den Zug und zieht ihn dann ohne Zahnrad in leichtem Gefälle vorbei an Maurach zum Seespitz am Ufer des Achensees. Dort besteht Anschluss zur Achensee-Schifffahrt. In Seespitz setzt die Bahn erneut um, so dass die Beiwagen bis Eben gezogen werden und hier das Umsetzen entfällt.
Im Sommer 2021 wurde die Flachstrecke saniert.

## Betriebsmittel

### Lokomotiven

#### Dampflokomotiven
Zur Eröffnung der Achenseebahn wurden 1889 vier Zahnrad-Dampflokomotiven mit der Achsfolge Bzt-n2 beschafft. Sie erhielten die Nummern 1 bis 4 und die Namen Theodor, Hermann, Georg und Carl. Lokomotive 4 wurde in den Jahren nach dem Zweiten Weltkrieg als Ersatzteilspender herangezogen und in der Folge verschrottet. Der Betrieb wurde bis 2005 ausschließlich mit den verbliebenen drei Maschinen geführt, die als die ältesten Zahnradbahnlokomotiven Österreichs gelten. Im Jahr 2005 wurde eine aus aufgearbeiteten Altbestandteilen der anderen Maschinen und einigen Ersatzteilen rekonstruierte Lokomotive 4 erstmals wieder zur Probe angeheizt. Nachdem die Lokomotive 1 am 16. Mai 2008 bei einem Brand im Heizhaus in Jenbach schwer beschädigt worden war, wurde die Lokomotive 4 innerhalb dreier Monate mit nicht schadhaften Teilen der Lokomotive 1 dann auch voll einsatzfähig hergerichtet, so dass vorerst weiterhin drei Lokomotiven zur Verfügung standen. Bis Ende 2009 wurde die beschädigte Lokomotive 1 wieder neu aufgebaut und ist seitdem wieder betriebsfähig. Ein angedachter Umbau auf Ölfeuerung wurde wegen schlechter Erfahrungen bei der Zillertalbahn und der Schafbergbahn aufgegeben.

### Verschublokomotive
Die Achenseebahn verfügt auch über eine Schöma Diesellokomotive für den Remisen- und Werkstättenverschub. Sie wird als D1 bezeichnet und wurde 1995 von der Inselbahn Langeoog gekauft.

### Wagen

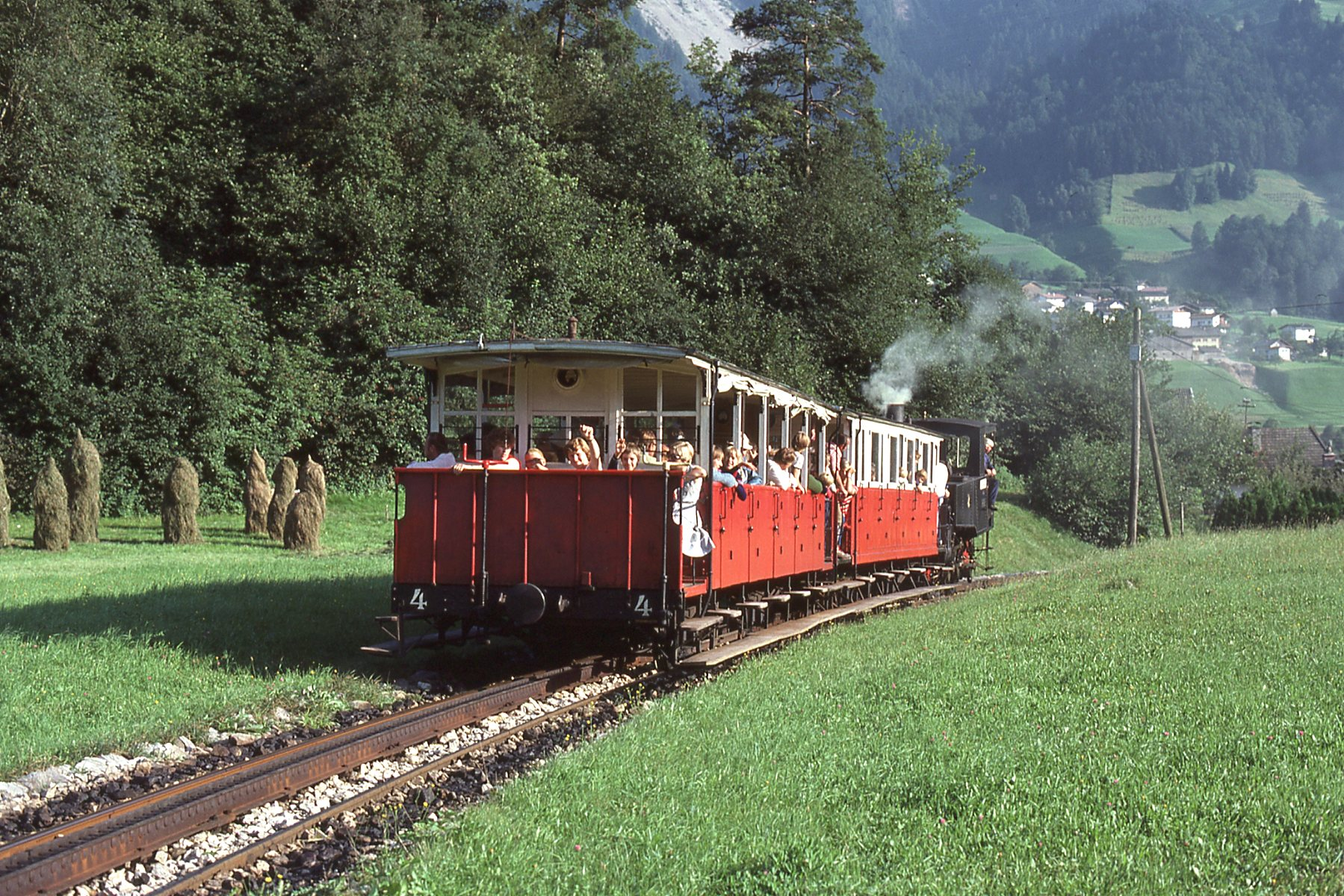
Offener und geschlossener Wagen auf Bergfahrt (1977)

An Wagen standen zur Eröffnung sieben zweiachsige Personenwagen zur Verfügung. Vier offene Sommerwagen (1–4) wurden 1889 von der Wagen- und Waggonfabrik, Eisen- und Metallgießerei Joh. Weitzer aus Graz gebaut, drei geschlossene Wagen kamen 1888 von der Gaisbergbahn. 1903 und 1907 wurden aus zwei der Gaisbergbahnwagen und neuen Teilen von Weitzer die noch heute vorhandenen geschlossenen Personenwagen 5 und 6 aufgebaut. Aus dem dritten Gaisbergbahnwagen entstand zunächst 1926 ein Güterwagen. 2001 wurde er als Salonwagen 7 in den Originalzustand zurückversetzt.
Ein Zug besteht im Normalfall aus einem geschlossenen Wagen und einem offenen Sommerwagen, die bis Eben bergwärts geschoben und ab dort zum Seespitz gezogen werden.
Für den Güterverkehr beschaffte die Achenseebahn zwischen 1889 und 1926 insgesamt 12 Güterwagen, die bis auf zwei zwischen 1956 und 1973 ausgemustert wurden. Die beiden heute noch vorhandenen Wagen dienen für innerbetriebliche Transporte, einen regulären Güterverkehr gibt es auf der Achenseebahn nicht mehr.

### Wendezüge der Appenzeller Bahnen

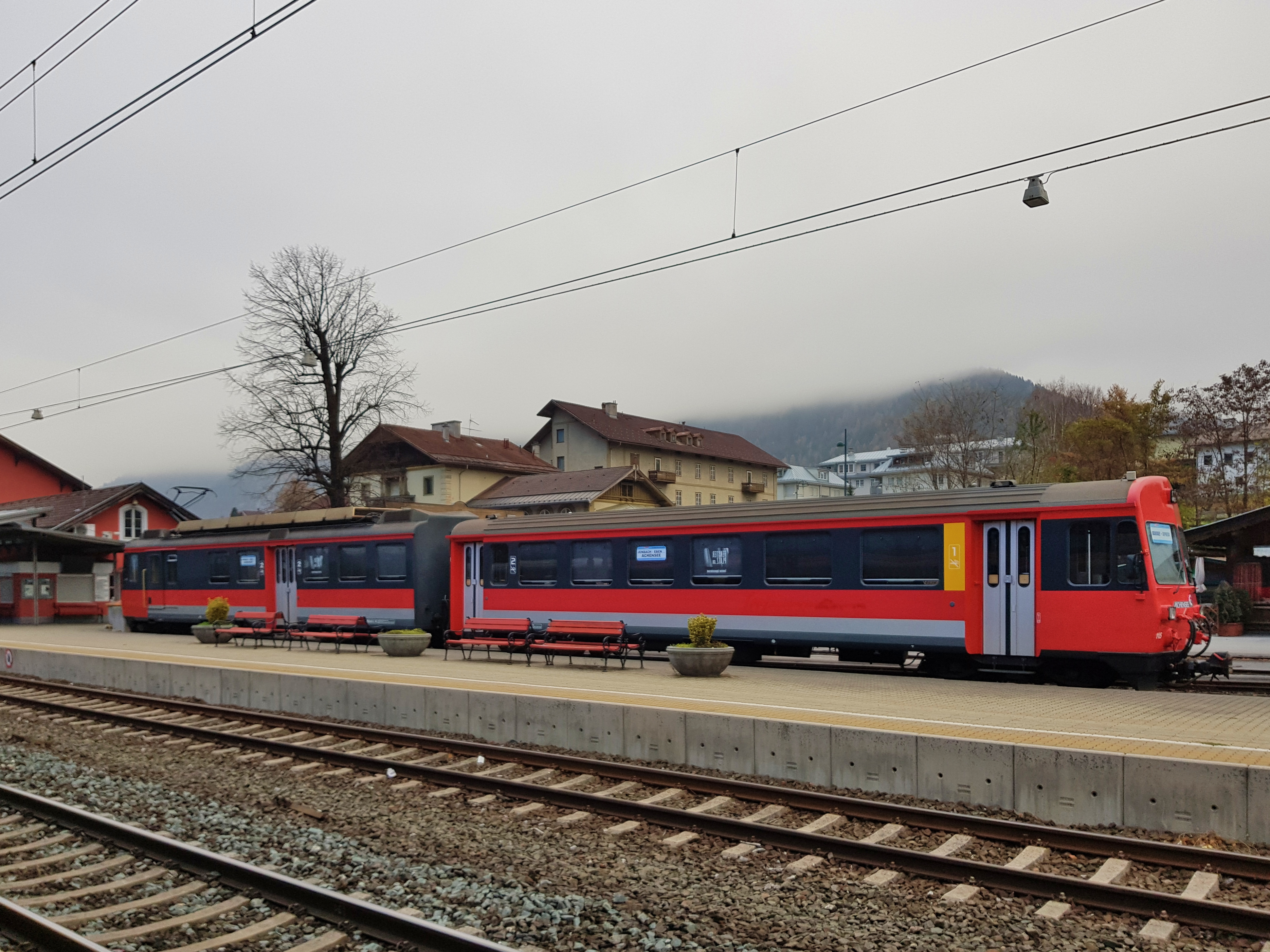
AB BDeh 4/4 in Jenbach (2018)

Am 11./12. Juni 2018 wurden die BDeh 4/4 11 und 12 von den Appenzeller Bahnen für den geplanten Einsatz auf der Achenseebahn nach Jenbach gebracht. Im Herbst 2018 folgten die restlichen Triebwagen 13–15 und die zugehörigen Steuerwagen ABt 111–115. Die Fahrzeuge wurden für einen symbolischen Preis erworben.
Ende September 2020 wurde die Versteigerung zu Gunsten der Konkursmasse angekündigt. Die Versteigerung wurde allerdings nicht durchgeführt; stattdessen begann im Februar 2021 die Verschrottung aller Appenzeller Fahrzeuge, abgesehen von zwei Steuerwagen. Die Steuerwagen 112 und 115 wurden im August 2022 als Letzte verschrottet.

## Philatelie
Im Juli 2023 gab die Österreichische Post eine Sondermarke mit Ersttagsstempel zu Ehren der Achenseebahn heraus.